# Liste der erfolgreichsten Wiederveröffentlichungen von Filmen
Die Liste der erfolgreichsten Wiederveröffentlichungen von Filmen gibt Auskunft über die Einspielergebnisse der erfolgreichsten Wiederveröffentlichungen von Filmen.

## Weltweit

### Erfolgreichste Wiederveröffentlichungen von Filmen
Gelistet wird nach Einspielergebnis in allen Kinos weltweit. Alle Angaben zu Einnahmen und Kosten sind in US-Dollar. (nom. = nominell; infl.-ber. = inflationsbereinigt; Stand: 27. Juli 2025)
| #  | Deutscher Titel                                             | Originaltitel                                  | Produktionsland                                       | Einspiel- ergebnis (nom.) | Einspiel- ergebnis (infl.-ber.) | Erstveröffent- lichung | Wiederveröffent- lichung |
| -- | ----------------------------------------------------------- | ---------------------------------------------- | ----------------------------------------------------- | ------------------------- | ------------------------------- | ---------------------- | ------------------------ |
| 1  | Titanic                                                     | Titanic                                        | Vereinigte Staaten                                    | 350.449.521               | 413.590.299                     | 1997                   | 2012                     |
| 2  | Der König der Löwen                                         | The Lion King                                  | Vereinigte Staaten                                    | 185.542.001               | 223.503.961                     | 1994                   | 2011                     |
| 3  | Krieg der Sterne                                            | Star Wars                                      | Vereinigte Staaten                                    | 138.257.865               | 148.340.052                     | 1977                   | 1997                     |
| 4  | Jurassic Park                                               | Jurassic Park                                  | Vereinigte Staaten                                    | 118.192.315               | 137.466.366                     | 1993                   | 2013                     |
| 5  | American Graffiti                                           | American Graffiti                              | Vereinigte Staaten                                    | 115.557.835               | 118.966.791                     | 1973                   | 2023                     |
| 6  | Star Wars: Episode I – Die dunkle Bedrohung                 | Star Wars: Episode I – The Phantom Menace      | Vereinigte Staaten                                    | 102.739.593               | 121.250.270                     | 1999                   | 2012                     |
| 7  | Die Rückkehr der Jedi-Ritter                                | Star Wars: Episode VI – Return of the Jedi     | Vereinigte Staaten                                    | 89.388.357                | 150.939.789                     | 1983                   | 1997                     |
| 8  | Mamma Mia!                                                  | Mamma Mia!                                     | Vereinigte Staaten Vereinigtes Königreich Deutschland | 84.579.977                | 88.555.236                      | 2008                   | 2020                     |
| 9  | Avatar – Aufbruch nach Pandora                              | Avatar                                         | Vereinigte Staaten                                    | 75.520.575                | 75.520.575                      | 2009                   | 2022                     |
| 10 | Interstellar                                                | Interstellar                                   | Vereinigte Staaten                                    | 72.119.604                | 72.119.604                      | 2014                   | 2021                     |
| 11 | Chihiros Reise ins Zauberland                               | 千と千尋の神隠し                               | Japan                                                 | 70.186.029                | 75.735.069                      | 2001                   | 2018                     |
| 12 | Findet Nemo                                                 | Finding Nemo                                   | Vereinigte Staaten                                    | 69.328.283                | 81.819.217                      | 2003                   | 2012                     |
| 13 | E.T. – Der Außerirdische                                    | E.T. the Extra-Terrestrial                     | Vereinigte Staaten                                    | 69.177.751                | 104.209.698                     | 1982                   | 2002                     |
| 14 | Das Imperium schlägt zurück                                 | Star Wars: Episode V – The Empire Strikes Back | Vereinigte Staaten                                    | 67.597.694                | 114.144.414                     | 1980                   | 1997                     |
| 15 | Die Schöne und das Biest                                    | Beauty and the Beast                           | Vereinigte Staaten                                    | 62.767.829                | 74.076.760                      | 1991                   | 2012                     |
| 16 | 101 Dalmatiner                                              | One Hundred and One Dalmatians                 | Vereinigte Staaten                                    | 60.830.285                | 121.024.823                     | 1961                   | 1991                     |
| 17 | Titanic                                                     | Titanic                                        | Vereinigte Staaten                                    | 70.157.472                | 72.227.117                      | 1997                   | 2023                     |
| 18 | Die Eiskönigin – Völlig unverfroren                         | Frozen                                         | Vereinigte Staaten                                    | 62.846.398                | 64.700.367                      | 2013                   | 2023                     |
| 19 | Avatar – Aufbruch nach Pandora                              | Avatar                                         | Vereinigte Staaten                                    | 57.700.000                | 57.700.000                      | 2009                   | 2021                     |
| 20 | Star Wars: Episode III – Die Rache der Sith                 | Star Wars: Episode III – Revenge of the Sith   | Vereinigte Staaten                                    | 55.560.312                | 55,560,312                      | 2005                   | 2025                     |
| 21 | Es war einmal ein Deadpool                                  | Once Upon a Deadpool                           | Vereinigte Staaten                                    | 51.349.833                | 55.409.648                      | 2018                   | 2018                     |
| 22 | Die Monster AG                                              | Monsters, Inc.                                 | Vereinigte Staaten                                    | 50.207.820                | 59.253.804                      | 2001                   | 2012                     |
| 23 | Yo-kai Watch: Tanjō no Himitsu da Nyan!                     | Yôkai Watch: Tanjô no himitsuda nyan           | Japan                                                 | 47.642.462                | 53.785.282                      | 2014                   | 2016                     |
| 24 | Schneewittchen und die sieben Zwerge                        | Snow White and the Seven Dwarfs                | Vereinigte Staaten                                    | 46.594.212                | 111.147.145                     | 1937                   | 1987                     |
| 25 | Bajrangi Bhaijaan                                           | Bajrangi Bhaijaan                              | Indien                                                | 45.579.004                | 49.182.566                      | 2015                   | 2018                     |
| 26 | Avatar – Aufbruch nach Pandora                              | Avatar                                         | Vereinigte Staaten                                    | 44.838.548                | 55.719.327                      | 2009                   | 2010                     |
| 27 | Das Dschungelbuch                                           | The Jungle Book                                | Vereinigte Staaten                                    | 44.645.619                | 92.564.157                      | 1967                   | 1990                     |
| 28 | Schneewittchen und die sieben Zwerge                        | Snow White and the Seven Dwarfs                | Vereinigte Staaten                                    | 41.634.471                | 78.078.815                      | 1937                   | 1993                     |
| 29 | Toy Story                                                   | Toy Story                                      | Vereinigte Staaten                                    | 41.258.298                | 52.111.105                      | 1995                   | 2009                     |
| 30 | E.T. – Der Außerirdische                                    | E.T. the Extra-Terrestrial                     | Vereinigte Staaten                                    | 40.607.502                | 102.269.373                     | 1982                   | 1985                     |
| 31 | Bambi                                                       | Bambi                                          | Vereinigte Staaten                                    | 39.047.150                | 89.441.301                      | 1942                   | 1988                     |
| 32 | Doraemon the Movie: The New Records of Nobita’s Spaceblazer | 映画ドラえもん 新・のび太の宇宙開拓史          | Japan                                                 | 35.861.856                | 41.045.050                      | 2009                   | 2014                     |
| 33 | Black Panther                                               | Black Panther                                  | Vereinigte Staaten                                    | 35.335.665                | 36.996.441                      | 2018                   | 2020                     |
| 34 | Cinderella                                                  | Cinderella                                     | Vereinigte Staaten                                    | 34.101.149                | 81.345.841                      | 1950                   | 1987                     |
| 35 | Jumanji: Willkommen im Dschungel                            | Jumanji: Welcome to the Jungle                 | Vereinigte Staaten                                    | 33.166.426                | 34.725.248                      | 2017                   | 2020                     |
| 36 | 101 Dalmatiner                                              | One Hundred and One Dalmatians                 | Vereinigte Staaten                                    | 33.049.729                | 83.235.237                      | 1961                   | 1985                     |
| 37 | Die Schöne und das Biest                                    | Beauty and the Beast                           | Vereinigte Staaten                                    | 32.035.379                | 32.035.379                      | 2017                   | 2021                     |
| 38 | Harry Potter und der Stein der Weisen                       | Harry Potter and the Sorcerer’s Stone          | Vereinigtes Königreich Vereinigte Staaten             | 31.501.815                | 32.982.400                      | 2001                   | 2020                     |
| 39 | Susi und Strolch                                            | Lady and the Tramp                             | Vereinigte Staaten                                    | 31.129.082                | 76.966.540                      | 1955                   | 1986                     |
| 40 | Die Schöne und das Biest                                    | Beauty and the Beast                           | Vereinigte Staaten                                    | 31.033.346                | 48.840.804                      | 1991                   | 2000                     |
| 41 | Schneewittchen und die sieben Zwerge                        | Snow White and the Seven Dwarfs                | Vereinigte Staaten                                    | 30.100.000                | 81.896.518                      | 1937                   | 1983                     |
| 42 | Peter Pan                                                   | Peter Pan                                      | Vereinigte Staaten                                    | 29.445.131                | 64.345.489                      | 1953                   | 1989                     |
| 43 | Grease                                                      | Grease                                         | Vereinigte Staaten                                    | 28.411.018                | 47.237.498                      | 1978                   | 1998                     |
| 44 | Interstellar                                                | Interstellar                                   | Vereinigte Staaten                                    | 27.970.920                | 28.796.062                      | 2014                   | 2023                     |
| 45 | Toy Story                                                   | Toy Story                                      | Vereinigte Staaten                                    | 27.503.758                | 28.315.119                      | 1995                   | 2023                     |
| 46 | Arielle, die Meerjungfrau                                   | The Little Mermaid                             | Vereinigte Staaten                                    | 27.187.616                | 45.908.585                      | 1989                   | 1997                     |
| 47 | Mein Nachbar Totoro                                         | となりのトトロ                                 | Japan                                                 | 27.083.857                | 29.225.158                      | 1988                   | 2018                     |
| 48 | Pinocchio                                                   | Pinocchio                                      | Vereinigte Staaten                                    | 26.414.038                | 68.891.582                      | 1940                   | 1984                     |
| 49 | Susi und Strolch                                            | Lady and the Tramp                             | Vereinigte Staaten                                    | 26.114.207                | 85.906.518                      | 1955                   | 1980                     |
| 50 | A Chinese Odyssey: Part 2 – Cinderella                      | 西遊記大結局之仙履奇緣                         | Volksrepublik China                                   | 25.960.664                | 29.307.924                      | 1995                   | 2017                     |

### Erfolgreichste Wiederveröffentlichungen je Jahr
Die Liste gibt die finanziell erfolgreichsten Wiederveröffentlichung eines Filmes des jeweiligen Jahres ab 1978 an. Alle Angaben sind in US-Dollar. (Stand: 23. Februar 2025)
| Jahr | Deutscher Titel                                        | Produktionsland                           | Einspiel- ergebnis |
| ---- | ------------------------------------------------------ | ----------------------------------------- | ------------------ |
| 1979 | Ich glaub’, mich tritt ein Pferd                       | Vereinigte Staaten                        | 21.508.877         |
| 1980 | Susi und Strolch                                       | Vereinigte Staaten                        | 26.114.207         |
| 1981 | Cinderella                                             | Vereinigte Staaten                        | 28.040.000         |
| 1982 | Bambi                                                  | Vereinigte Staaten                        | 23.000.000         |
| 1983 | Schneewittchen und die sieben Zwerge                   | Vereinigte Staaten                        | 30.100.000         |
| 1984 | Pinocchio                                              | Vereinigte Staaten                        | 26.414.038         |
| 1985 | E.T. – Der Außerirdische                               | Vereinigte Staaten                        | 40.607.502         |
| 1986 | Susi und Strolch                                       | Vereinigte Staaten                        | 31.129.082         |
| 1987 | Schneewittchen und die sieben Zwerge                   | Vereinigte Staaten                        | 46.594.212         |
| 1988 | Bambi                                                  | Vereinigte Staaten                        | 39.047.150         |
| 1989 | Peter Pan                                              | Vereinigte Staaten                        | 29.445.131         |
| 1990 | Das Dschungelbuch                                      | Vereinigte Staaten                        | 44.645.619         |
| 1991 | 101 Dalmatiner                                         | Vereinigte Staaten                        | 60.830.285         |
| 1992 | Pinocchio                                              | Vereinigte Staaten                        | 18.863.559         |
| 1993 | Schneewittchen und die sieben Zwerge                   | Vereinigte Staaten                        | 41.634.471         |
| 1994 | Nightmare Before Christmas                             | Vereinigte Staaten                        | 8.016.418          |
| 1995 | Unbekannt                                              | Unbekannt                                 | Unbekannt          |
| 1996 | Oliver & Co.                                           | Vereinigte Staaten                        | 20.872.291         |
| 1997 | Arielle, die Meerjungfrau                              | Vereinigte Staaten                        | 27.187.616         |
| 1998 | Grease                                                 | Vereinigte Staaten                        | 28.411.018         |
| 1999 | Unbekannt                                              | Unbekannt                                 | Unbekannt          |
| 2000 | Der Exorzist                                           | Vereinigte Staaten                        | 112.053.066        |
| 2001 | Die Schöne und das Biest                               | Vereinigte Staaten                        | 31.033.346         |
| 2002 | E.T. – Der Außerirdische                               | Vereinigte Staaten                        | 69.177.751         |
| 2003 | Nomaden der Lüfte – Das Geheimnis der Zugvögel         | Vereinigte Staaten                        | 12.634.963         |
| 2004 | Unbekannt                                              | Unbekannt                                 | Unbekannt          |
| 2005 | Unbekannt                                              | Unbekannt                                 | Unbekannt          |
| 2006 | Unbekannt                                              | Unbekannt                                 | Unbekannt          |
| 2007 | Unbekannt                                              | Unbekannt                                 | Unbekannt          |
| 2008 | Unbekannt                                              | Unbekannt                                 | Unbekannt          |
| 2009 | Toy Story                                              | Vereinigte Staaten                        | 41.258.298         |
| 2010 | Unbekannt                                              | Unbekannt                                 | Unbekannt          |
| 2011 | Der König der Löwen                                    | Vereinigte Staaten                        | 185.542.001        |
| 2012 | Titanic                                                | Vereinigte Staaten                        | 350.449.521        |
| 2013 | Jurassic Park                                          | Vereinigte Staaten                        | 118.192.315        |
| 2014 | Doraemon the Movie: The Record of Nobita's Spaceblazer | Japan                                     | 35.861.856         |
| 2015 | Unbekannt                                              | Unbekannt                                 | Unbekannt          |
| 2016 | Yo-kai Watch: Tanjō no Himitsu da Nyan!                | Japan                                     | 47.642.462         |
| 2017 | A Chinese Odyssey Part Two: Cinderella                 | Hongkong                                  | 25.960.664         |
| 2018 | Chihiros Reise ins Zauberland                          | Japan                                     | 70.186.029         |
| 2019 | Unbekannt                                              | Unbekannt                                 | Unbekannt          |
| 2020 | Harry Potter und der Stein der Weisen                  | Vereinigtes Königreich Vereinigte Staaten | 31.503.136         |
| 2021 | Avatar – Aufbruch nach Pandora                         | Vereinigte Staaten                        | 57.995.770         |
| 2022 | Avatar – Aufbruch nach Pandora                         | Vereinigte Staaten                        | 76.012.917         |
| 2023 | Toy Story                                              | Vereinigte Staaten                        | 27.508.866         |
| 2024 | Interstellar                                           | Vereinigtes Königreich Vereinigte Staaten | 37.938.572         |

### Historische Erstplatzierung
Diese Auflistung enthält die Wiederveröffentlichungen von Filmen, die ab 1979 zeitweise die Liste anführten. Alle Angaben sind in Millionen US-Dollar.
| Ab Jahr | Deutscher Titel                      | Originaltitel                   | Produktionsland    | in Jahren | Einspiel- ergebnis (nominell) | Einspiel- ergebnis (infl.-ber.) | Regisseur                                     |
| ------- | ------------------------------------ | ------------------------------- | ------------------ | --------- | ----------------------------- | ------------------------------- | --------------------------------------------- |
| 1979    | Ich glaub’, mich tritt ein Pferd     | National Lampoon’s Animal House | Vereinigte Staaten | 1         | 21,5                          | 92,9                            | John Landis                                   |
| 1980    | Susi und Strolch                     | Lady and the Tramp              | Vereinigte Staaten | 1         | 26,1                          | 99,4                            | Clyde Geronimi Wilfred Jackson Hamilton Luske |
| 1981    | Cinderella                           | Cinderella                      | Vereinigte Staaten | 2         | 28,0                          | 96,6                            | Clyde Geronimi Wilfred Jackson Hamilton Luske |
| 1983    | Schneewittchen und die sieben Zwerge | Snow White and the Seven Dwarfs | Vereinigte Staaten | 2         | 30,1                          | 94,8                            | David D. Hand                                 |
| 1985    | E.T. – Der Außerirdische             | E.T. the Extra-Terrestrial      | Vereinigte Staaten | 2         | 40,6                          | 118,4                           | Steven Spielberg                              |
| 1987    | Schneewittchen und die sieben Zwerge | Snow White and the Seven Dwarfs | Vereinigte Staaten | 4         | 46,6                          | 128,7                           | David D. Hand                                 |
| 1991    | 101 Dalmatiner                       | 101 Dalmatians                  | Vereinigte Staaten | 9         | 60,8                          | 140                             | Clyde Geronimi Wilfred Jackson Hamilton Luske |
| 2000    | Der Exorzist                         | The Exorcist                    | Vereinigte Staaten | 11        | 112,1                         | 204,2                           | William Friedkin                              |
| 2011    | Der König der Löwen                  | The Lion King                   | Vereinigte Staaten | 1         | 185,5                         | 258,7                           | Roger Allers & Rob Minkoff                    |
| 2012    | Titanic                              | Titanic                         | Vereinigte Staaten | 11        | 350,4                         | 478,7                           | James Cameron                                 |